# 松村昌紀
松村 昌紀（まつむら まさのり）は、日本の応用言語学者、外国語教育学者。名城大学理工学部教授。

## 研究・主張
従来、還元主義的・表象主義的な観点から捉えられていた第二言語発達観に疑問を投げかけ、分散認知的・生態学的な見方へと転換する必要性に言及している。また前者の認識論的立場は、従来型のPPP型言語指導の言語教育観とリンクしているとしてこれを批判し、そこに含まれる問題点をタスクに基づく言語指導法によって克服することを提唱している。

## 論文・著書
- Japanese Learners' Acquisition of the Locality Requirement of English Reflexives: Evidence for Retreat from Overgeneralization. Studies in Second Language Acquisition 16, 19-42 1994年
- Semantics of second language reflexives. Annual Review of English Language Education in Japan 16, 1-10 2005年
- Semantics behind the structure, and how it affects the learner: A new perspective on second language reflexives. International Review of Applied Linguistics in Language Teaching 45(4), 321-352   2007年
- 『英語教育を知る58の鍵』（単著、大修館書店、2009年）
- 『タスクを活用した英語授業のデザイン』（単著、大修館書店、2013年）
- 『タスク・ベースの英語指導―TBLTの理解と実践』（編著、大修館書店、2017年）